# Game Maker

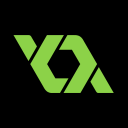
GM Studio Logo

Game Maker este un program pentru dezvoltarea jocurilor video creat de către programatorul, expertul în robotică și fizicianul Mark Overmars.

## Istoric
Game Maker a fost scris în limbajul de programare Delphi, și a fost creat pentru a-l ajuta pe Mark Overmars. Curând după aceea, Game Maker a fost postat pe internet. 
Prima versiune a acestuia a fost creată pe 15 noiembrie 1999. 
Game Maker 8.1 este cea mai recentă versiune a programului de până acum, și a apărut pe 15 aprilie 2011.

### Limbajul de programare
Limbajul de programare din acest program se numește GML (GameMakerLanguage). Limbajul este relativ simplu, din punct de vedere al sintaxei.
Exemplu de cod:
d3d_draw_block(x,y,32,32,-32,-32,textură1,1,1)

## Yoyo Games
Yoyo Games este site-ul oficial al programului pentru crearea de jocuri, Game Maker. Site-ul a fost creat de Mark Overmars pe data de 26 ianuarie 2007. Compania, condusă de Sandy Duncan, a fost fondată pentru a încuraja crearea de jocuri pe Game Maker, și pentru a crea o comunitate pentru gamerii din toată lumea.

## Platforme
Windows; varianta originală a fost concepută pentru Windows și este cea mai utilizată dintre toate variantele.
Varianta aceasta este mai puțin puternică decât Game Maker:Studio.
Mac; a fost lansată și o variantă Game Maker pentru MacOS X,care are însă doar un trial în varianta shareware.
Alte platforme; Game Maker:Studio exportă pentru o multitudine de platforme desktop și mobile:

• Pentru Android;

• Pentru iOS;

• Pentru Windows Phone.